# Green Onions
"Green Onions" é uma canção de soul instrumental, gravada em 1962 por Booker T. & the M.G.'s. É um blues de doze compassos, levado por uma linha ondulante de órgão Hammond. De acordo com o guitarrista Steve Cropper, seu nome teria surgido dos esforços dos membros da banda para pensar num nome que fosse "o mais funky possível".
"Green Onions" entrou na Billboard Hot 100 em setembro de 1962, onde permaneceu por 16 semanas, chegando à terceira posição. Lançada originalmente pela gravadora Volt, uma subsidiária da Stax Records, foi rapidamente relançada pela própria Stax; também apareceu no álbum Green Onions.
A gravação só entrou nas paradas do Reino Unido depois de aparecer no filme Quadrophenia, de 1979. "Green Onions" foi usada de maneira intensa no rádio, televisão e na publicidade; a canção também é uma favorita dos estádios de beisebol por todos os Estados Unidos.
Chegou à 181ª posição na lista das 500 melhores canções de todos os tempos da Revista Rolling Stone.